# 스페이드 퀸
스페이드 퀸 또는 스페이드의 여왕(Queen of spades, Q♠)은 표준 덱의 52장의 플레잉 카드 중 하나이다. 스페이드(♠)옷을 입은 여왕이다. 하츠(Hearts)가의 올드메이드와 여러 게임에서 하나의 바람직하지 못한 카드 역할을 한다.